# برينت إديسون
برينت إديسون (بالإنجليزية: Brent Edison)‏ هو سياسي أمريكي، ولد في 1956. حزبياً، نشط في الحزب الديمقراطي.